# مونیکا اشتریبل
مونیکا اشتریبل (آلمانی: Monica Strebel) بازیگر و مدل اهل سوئیس است.
از فیلم‌ها یا برنامه‌های تلویزیونی که وی در آن نقش داشته است، می‌توان به بسوز، پسر، بسوز، قصه‌های ممنوعه… دربارهٔ برهنگی، مردان مزدور، عشق و انرژی، و هتل اسلاتر اشاره کرد.